# 星期一
星期一，又稱為禮拜一或週一，是指在星期日和星期二之间的一天。

## 語言
拉丁语为，意为月亮日、月球日；法语为，来源于拉丁语；英文名字来源于瑪尼——日耳曼的月神。
俄语为，意思是“一週結束之後的那天”。
在古代中國、台灣日治時期和現在的日本、韓國、朝鮮，一星期以「七曜」來分別命名，星期一叫月曜日。在中国民间口語稱禮拜一，在臺灣話也簡稱拜一。越南語則使用意思為「第二」的來表示星期一。

## 概要
星期一在不同國家中，可視同一个星期的第一天，也可視同一个星期的第二天（来源于古犹太人的传统观点）。在ISO 8601标准中采用了第一种观点。
在施行周六、日双休的地区，週六、日因顧客較多而有營業的餐飲業、服務業及旅遊觀光地等，通常會以週一為休假日。
在泰国，星期一（วันจันทร์）的代表色是黄色。
加拿大大選通常在選舉年10月的第三個星期一舉行。

## 藍色星期一
英國人有時將星期一稱為藍色星期一、憂鬱星期一（Monday Blues）。英語中的除了有「藍色」的意思外，也有「憂鬱」的意思。
「藍色星期一」意指人類在星期一總會感到特別憂鬱，心情亦比較低落。這大概因為，在很多地方，星期一是每週公眾假期（星期日）過後的第一個工作天。在這天人們要收拾之前假日的愉悅心情，重新面對工作接受壓力，故此一些比較眷戀假日的人，就會覺得星期一相當難過。
據統計，星期一的自殺率比其它日子相對地高，而且自殺的人大都是青年人及壯年人。比較深入精確的「憂鬱星期一」，其實是指每年1月份的第三或第四個星期一，主要因為在英國的社會文化，每逢上述日子市民都會收到累積自聖誕假期以來的龐大開銷的信用卡帳單，在經濟上感到強烈的負擔與壓力所致。